# 碧绿色的兔子
《碧綠色的兔子》（日語：碧いうさぎ），是日本女歌手酒井法子的第27張單曲，于1995年5月10日發行。是酒井法子最暢銷的個人音樂作品和代表作，在1995年Oricon單曲銷量榜上排行第29位，至今總銷量達99.5萬張。

## 概要
《碧綠色的兔子》是日本電視劇《白色之戀》的主題曲，劇中講述一名聾啞少女追求夢想和真愛的故事，酒井法子在演唱歌曲時，也經常同時用手语演出表達歌詞，使日本當時興起一股手語的熱潮。
歌曲獲得第37屆日本唱片大獎的優秀作品獎，亦是第46回NHK紅白歌合戰的第一首演唱歌曲。

## 收錄曲目
1. 碧綠色的兔子 (3:45)
  - 作詞：牧穂エミ；作曲： 織田哲郎；編曲：新川博（日语：新川博）
2. 永遠的早晨 (4:26)
  - 作詞、作曲：上田知華（日语：上田知華）；編曲：山川惠津子（日语：山川惠津子）
3. 碧綠色的兔子（卡啦OK版）
4. 永遠的早晨（卡啦OK版）

## 翻唱版本
本專輯的主打歌曲《碧綠色的兔子》也有以下的翻唱/改編版本：

### 日語翻唱
- ，收錄於專輯《aromatister》（1996年6月21日）。
- 織田哲郎，收錄於自翻唱專輯《MELODIES》（2006年9月20日）。
- 安部菜菜（日语：安部菜々）（三宅麻理惠），收錄於專輯《THE IDOLM@STER CINDERELLA MASTER Cute jewelries! 001》（2013年10月9日）。
- 相川七瀨，收錄於翻唱專輯《Treasure Box -Tetsuro Oda Songs-》（2015年10月28日）。[1]

### 外語改編
- 《寂寞的小碧兔》（國語），同樣由酒井法子主唱。
- 《變了模樣》（國語），由何厚華填詞，翁虹主唱。[2]
- 《留住夏季的風》（粵語），由潘偉源填詞，孫耀威主唱。
- （越南语），愛芳、Hồng Hạnh等均有翻唱
- （越南语），Họa Mi主唱